# Comté de Labelle
Pour les articles homonymes, voir Labelle.
Le comté de Labelle était un comté municipal du Québec qui a été créé le 9 janvier 1897 et est disparu le 1er janvier 1983. Sa création a lieu lors de la division du comté d'Ottawa en deux parties, le nouveau comté de Labelle étant composé de la partie est du comté d'Ottawa. Il a lui-même perdu une partie de son territoire le 29 décembre 1922 lors de la création du comté de Papineau qui était constitué de la partie sud de Labelle,.
Le territoire qu'il couvrait est aujourd'hui compris dans les régions administratives des Laurentides et de l'Outaouais et correspond à la totalité de l'actuelle municipalité régionale de comté (MRC) d'Antoine-Labelle et à une partie des MRC des Laurentides et de Papineau. Son chef-lieu était la municipalité de Mont-Laurier.

## Municipalités situées dans le comté
- Amherst (créé en 1887[5])
- Bellerive-sur-le-Lac (créé en 1920 sous le nom de Loranger-Partie-Sud-Est; renommé Lacaille en 1922; renommé Bellerive en 1931; renommé Bellerive-sur-le-Lac en 1962; fusionné à Lac-Nominingue en 1971[6])
- Bowman (détaché de Bowman-et-Villeneuve en 1913[7])
- Bowman-et-Villeneuve (créé en 1865; divisé entre Bowman et Villeneuve en 1913[8])
- Brunet (créé en 1900 sous le nom de Campbell; renommé Brunet en 1953; fusionné à Mont-Laurier en 1971[9])
- Chute-Saint-Philippe (créé en 1940[10])
- Décarie (créé en 1920; fusionné à Sainte-Anne-du-Lac en 1976[11])
- Des Ruisseaux (créé en 1897 sous le nom de Robertson-et-Pope; renommé Des Ruisseaux en 1974; fusionné à Mont-Laurier en 2003[12])
- Ferme-Neuve, municipalité de paroisse (créé en 1902 sous le nom de municipalité des cantons-unis de Würtele-Moreau-et-Gravel; renommé municipalité de paroisse de Ferme-Neuve en 1930; regroupé avec la municipalité de village de Ferme-Neuve en 1997[13])
- Ferme-Neuve, municipalité de village (détaché de Würtele-Moreau-et-Gravel en 1917; regroupé avec la municipalité de paroisse de Ferme-Neuve en 1997[13])
- Joly (créé en 1883; fusionné à Labelle en 1973[14])
- Kiamika (créé en 1898[15])
- Labelle (détaché de Joly en 1902[14])
- Lac-des-Écorces, municipalité de canton (créé en 1911 sous le nom de Campbell-Partie-Est; renommé Lac-des-Écorces en 1953; renommé Beaux-Rivages en 1984; regroupé avec Lac-des-Écorces, municipalité de village, et Val-Barrette en 2002 sous le nom de Beaux-Rivages-Lac-des-Écorces-Val-Barrette; renommé Lac-des-Écorces en 2003[16])
- Lac-des-Écorces, municipalité de village (détaché de Lac-des-Écorces, municipalité de canton, en 1955; regroupé avec Beaux-Rivages et Val-Barrette en 2002 sous le nom de Beaux-Rivages-Lac-des-Écorces-Val-Barrette; renommé Lac-des-Écorces en 2003[16])
- Lac-du-Cerf (détaché de Saint-Aimé-du-Lac-des-Îles et de Notre-Dame-de-Pontmain en 1955[17])
- Lac-Nominigue (créé en 1904 sous le nom de Nominingue; renommé Lac-Nominingue en 1971; renommé Nominingue en 2000[6])
- La Conception (créé en 1882 sous le nom de Clyde; renommé La Conception en 1946[18])
- Lac-Saint-Paul (détaché de la municipalité de Würtele-Moreau-et-Gravel en 1922[19])
- Lac-Tremblant-Nord (détaché de Joly en 1915; fusionné à Mont-Tremblant en 2000; reconstitué en municipalité en 2006[20])
- La Macaza (détaché de Marchand en 1930; regroupé avec Marchand, L'Annonciation et Sainte-Véronique pour former Rivière-Rouge en 2002; reconstitué en municipalité en 2006[21])
- La Minerve (créé en 1892[22])
- L'Annonciation (détaché de Marchand en 1908; regroupé avec Marchand, La Macaza et Sainte-Véronique pour former Rivière-Rouge en 2002[23])
- L'Ascension (créé en 1905[24])
- Loranger (créé en 1896; fusionné à Lac-Nominingue en 1971[6])
- Marchand (créé en 1886; regroupé avec La Macaza, L'Annonciation et Sainte-Véronique pour former Rivière-Rouge en 2002[25])
- Mont-Laurier (détaché de Campbell en 1909[9])
- Mont-Saint-Michel (détaché de Würtele-Moreau-et-Gravel en 1928[13])
- Mulgrave-et-Derry (créé en 1870[26])
- Notre-Dame-de-Pontmain (créé en 1894 sous le nom de Wabassee-Dudley-et-Bouthillier; renommé Notre-Dame-de-Pontmain en 1945[27])
- Notre-Dame-de-la-Salette (détaché de Portland en 1906 sous le nom de Portland-Partie-Est; renommé Notre-Dame-de-la-Salette en 1966; fusionné à Buckingham en 1975; reconstitué en municipalité en 1979[28])
- Notre-Dame-du-Laus (créé en 1876 sous le nom de Bigelow-Wells-Blake-et-McGill; renommé Notre-Dame-du-Laus en 1946[29])
- Portland-Ouest (créé en 1905 sous le nom de Portland-Partie-Ouest; renommé Portland-Ouest en 1953; fusionné à Val-des-Monts en 1975[30])
- Rapide-de-l'Orignal (créé en 1913; fusionné à Mont-Laurier en 1915[9])
- Ripon (créé en 1861; la municipalité de village se sépare de celle de canton en 1923; les deux sont réunies à nouveau en 2000[31])
- Saguay (créé en 1911 sous le nom de Boyer-Partie-Ouest; renommé Boyer en 1951; renommé Saguay en 1963; renommé Lac-Saguay en 1985[32])
- Saint-Aimé-du-Lac-des-Îles (détaché de Wabassee-Dudley-et-Bouthillier en 1917 sous le nom de Wabassee-Dudley-et-Bouthillier-Partie-Nord-Est; renommé Dudley-et-Wabassee-Partie-Nord-Est en 1942; renommé Saint-Aimé-du-Lac-des-Îles en 1953; fusionné à Mont-Laurier en 2003; reconstitué en municipalité en 2006[33])
- Sainte-Anne-du-Lac (détaché de Décarie en 1950[11])
- Turgeon (créé en 1904; renommé Sainte-Véronique en 1984; regroupé avec Marchand, La Macaza et L'Annonciation pour former Rivière-Rouge en 2002[25])
- Val-Barrette (détaché de Campbell-Partie-Est en 1914; regroupé avec Beaux-Rivages et Lac-des-Écorces, municipalité de village, en 2002 sous le nom de Beaux-Rivages-Lac-des-Écorces-Val-Barrette; renommé Lac-des-Écorces en 2003[16])
- Val-des-Bois (détaché de Bowman-et-Villeneuve en 1913 sous le nom de Villeneuve; renommé Val-des-Bois en 1958[8])

## Formation
Le comté de Labelle a été formé en détachant du comté d'Ottawa (plus tard rebaptisé comté de Hull) les cantons suivants, situés dans sa partie ouest: 
| - Addington - Amherst - Bigelow - Blake | - Bouthillier - Bowman - Campbell - Clyde | - Derry - Dudley - Joly - Kiamika | - La Minerve - Labelle - Loranger - Lynch | - Marchand - McGill - Mousseau - Mulgrave | - Ponsonby - Portland - Ripon - Robertson | - Suffolk - Villeneuve - Wabassee - Wells |

De plus, les cantons de Buckingham, Hartwell, Lochaber et Preston, ainsi que la seigneurie de Petite-Nation faisaient partie du comté de Labelle à l'origine mais en ont été détachés en 1922 pour former le comté de Papineau.